# Hugo Henkow
Karl Hugo Henkow, född 5 juli 1908 i Härnösand, död 31 mars 2004 i Laholm, var en svensk jurist. Han var bror till Ingvar Henkow.
Henkow avlade studentexamen 1926 och juris kandidatexamen i Uppsala 1930. Han gjorde därefter tingstjänstgöring och tjänstgöring vid landskansli 1930–1934. Henkow  var därefter sekreterare i Luleå domsaga 1935–1936. Han utnämndes till extra fiskal i Svea hovrätt 1935 och i Hovrätten för Övre Norrland 1936, blev assessor där 1939 och hovrättsråd 1943. Henkow hade uppdrag i Försvarsdepartementet 1942–1944 och i Justitiedepartementet 1944–1954. Han var ställföreträdande militieombudsman 1948–1961, häradshövding i Södertörns domsaga 1959–1961 (tillförordnad från 1954) och militieombudsman 1961–1968. Henkow blev den siste militieombudsmannen, då ämbetet avskaffades 1968. Han var justitieombudsman 1968–1969. Henkow är begravd på Laholms kyrkogård.

## Utmärkelser
- Kommendör med stora korset av Nordstjärneorden, 5 juni 1971.[2]